# لریسترون
لریسترون (انگلیسی: Lerisetron) دارویی است که به عنوان یک آنتاگونیست در گیرنده 5-HT3 عمل میکند. این دارو یک ضد تهوع قوی است و در آزمایش های بالینی برای درمان تهوع مرتبط با شیمی درمانی سرطان قرار داشت.